# Jauja (film)
Pour plus de détails, voir Fiche technique et Distribution.
Jauja est un western réalisé par Lisandro Alonso sorti en 2014.

## Synopsis
Fin du XIXe siècle, en Argentine. Ingeborg, 15 ans, accompagne son père, le capitaine Dinesen, dans son expédition cartographique en Patagonie, sous protection de l'armée. Une nuit, la jeune et belle Danoise s'enfuit avec un soldat dont elle s'est éprise. Au matin, son père part à sa recherche dans la pampa. Son errance croisera celle d'un mystérieux officier argentin déserteur semant la mort sur sa route, et celle d'une vieille femme vivant avec ses chiens dans une grotte isolée.

## Fiche technique
- Titre : Jauja
- Réalisation : Lisandro Alonso
- Scénario : Lisandro Alonso et Fabian Casas
- Photographie : Timo Salminen
- Montage : Natalia López et Gonzalo Del Val
- Musique : Viggo Mortensen et Buckethead
- Producteur : Ilse Hughan, Andy Kleinman, Viggo Mortensen, Sylvie Pialat, Jaime Romandia et Helle Ulsteen
- Production : Arte et Bananeira Filmes
- Distribution : Le Pacte
- Pays d’origine :  Argentine,  Danemark,  France,  Mexique, États-Unis,  Allemagne,  Pays-Bas et  Brésil
- Genre : Western
- Durée : 110 minutes
- Dates de sortie :
  - Slovénie et Argentine : 24 novembre 2014
  - France : 22 avril 2015

Ratio : 1,37

## Distribution
- Viggo Mortensen : Gunnar Dinesen
- Ghita Nørby : La vieille femme
- Viilbjørk Malling Agger : Ingeborg
- Andrian Fondari : Lieutenant Pittaluga
- Esteban Bigliardi : Angel Milkibar
- Diego Roman : ?

## Distinctions

### Récompense
- Prix FIPRESCI au Festival de Cannes 2014

## Article de presse
- Olivier Pélisson, " Jauja ", Bande à Part, 20 avril 2015